# Progreso (Hidalgo)
Progreso es una localidad mexicana, cabecera del municipio de Progreso de Obregón en el estado de Hidalgo.

## Geografía
Se encuentra en la región geográfica del Valle del Mezquital; a la localidad le corresponden las coordenadas geográficas 20°14′53″ de latitud norte y 99°11′23″ de longitud oeste, con una altitud de 1985 m s. n. m. Cuenta con un clima semiseco templado; registrando una temperatura media anual de 17 °C, una precipitación pluvial de 400 a 500 mm, y un periodo de lluvias de mayo a septiembre.
En cuanto a fisiografía, se encuentra dentro de la provincia de la Eje Neovolcánico dentro de la subprovincia de Llanuras y Sierras de Querétaro e Hidalgo; su terreno es de llanura. En lo que respecta a la hidrografía se encuentra posicionado en la región Panuco, dentro de la cuenca del río Moctezuma, en la subcuenca del río Tula.

## Demografía
De acuerdo con el Censo de Población y Vivienda 2020 del INEGI; la ciudad tiene una población de 17 718 habitantes, lo que representa el 74.95 % de la población municipal. De los cuales 8307 son hombres y 9411 son mujeres; con una relación de 88.27 hombres por 100 mujeres.
Las personas que hablan alguna lengua indígena, es de 185 personas, alrededor del 1.04 % de la población de la ciudad. En la ciudad hay 344 personas que se consideran afromexicanos o afrodescendientes, alrededor del 1.94 % de la población de la ciudad.
De acuerdo con datos del censo INEGI 2020, unas 14 363 declaran practicar la religión católica; unas 2070 personas declararon profesar una religión protestante o cristiano evangélico; 105 personas declararon otra religión; y unas 1155 personas que declararon no tener religión o no estar adscritas en alguna.
| Gráfica de evolución demográfica de Progreso entre 1921 y 2020                               |
|                                                                                              |
| Población de los censos y conteos del Instituto Nacional de Estadística y Geografía (INEGI). |